# Inter-App Audio

Схема блока Inter-App Audio

Inter-App Audio (IAA) — это технология, разработанная компанией Apple Inc и предназначенная для организации маршрутизации аудио, MIDI и других вспомогательных сигналов между различными приложениями внутри устройств на базе операционной системы iOS. Технология была впервые представлена в 2013 году в седьмой версии операционной системы iOS.

## Возможности
Inter-App Audio — это технология, основанная на плагинах (подключаемых модулях). Это значит, что основное приложение, называемое хостом, может инициировать соединения с приложениями-плагинами. В данном случае основное приложение может посылать MIDI, сигналы, посылать и принимать аудио-сигналы, отправлять информацию о времени, а также принимать сигналы управления от приложений-плагинов.

## Приложения-плагины
Приложения-плагины условно могут быть следующих типов:
- Инструменты (могут отправлять аудио-сигналы и принимать MIDI сигналы)
- Генераторы (могут отправлять аудио-сигналы)
- Эффекты (могут принимать, обрабатывать и отправлять аудио-сигналы обратно приложению-хосту)

## Ограничения
На текущий момент, маршрутизация аудио-сигналов возможна только с частотой 44 100 Гц.

## Конкурирующие технологии
- Audiobus
- Audio Unit
- Ableton Link